# Nati nel 1963/Maggio
| Questa pagina contiene informazioni ricavate automaticamente dalle voci biografiche con l'ausilio del template Bio e di un bot. L'aggiornamento è periodico e automatico e ricostruisce completamente la pagina. Se manca una persona in questa lista, sei pregato di non aggiungerla, ma accertati piuttosto che la sua voce biografica contenga il template Bio e che i dati anagrafici siano correttamente compilati. Se il template Bio manca, inseriscilo tu stesso o, in alternativa, metti l'avviso {{tmp\|Bio}} che ne segnala la mancanza. Se i dati riportati sono sbagliati, correggi direttamente la voce biografica; le modifiche saranno visibili in questa lista entro pochi giorni. Per chiarimenti vedi il progetto biografie. La lista contiene solo le 306 persone che sono citate nell'enciclopedia e per le quali è stato implementato correttamente il template Bio. Pagina aggiornata al 10 ago 2025. |

- 1º maggio - Giuseppe Maria Butti, dirigente sportivo, ex calciatore e allenatore di calcio italiano
- 1º maggio - José Daniel Carreño, allenatore di calcio e ex calciatore uruguaiano
- 1º maggio - Chen Yuefang, cestista cinese († 2000)
- 1º maggio - Tommaso Pincio, scrittore italiano
- 1º maggio - Christine Rossi, ex sciatrice freestyle francese
- 1º maggio - Sergio Scremin, ex ciclista su strada italiano
- 1º maggio - Robert Seguso, ex tennista statunitense
- 1º maggio - Màrius Serra i Roig, scrittore e enigmista spagnolo
- 1º maggio - Gianni Tonelli, poliziotto, sindacalista e politico italiano
- 1º maggio - Luca Ubaldeschi, giornalista italiano
- 1º maggio - Guglielmo di Lussemburgo, principe lussemburghese
- 2 maggio - María Asunción Aramburuzabala, imprenditrice messicana
- 2 maggio - Raymond Bottse, ex cestista olandese
- 2 maggio - Esther Freud, scrittrice britannica
- 2 maggio - Nanae Fujii, ex cestista giapponese
- 2 maggio - Roberta Lena, attrice e regista italiana
- 2 maggio - Paolo List, calciatore italiano († 2016)
- 2 maggio - Stefano Paolicchi, militare italiano († 1993)
- 2 maggio - Nigel Phillips, militare, diplomatico e politico britannico
- 2 maggio - Victor Reinier, attore e conduttore televisivo olandese
- 2 maggio - Big Boss Man, wrestler statunitense († 2004)
- 2 maggio - Giuseppe Zafarana, generale italiano
- 3 maggio - Massimo Battara, allenatore di calcio e ex calciatore italiano
- 3 maggio - Enrico Bellei, driver italiano
- 3 maggio - Pascal Besnard, dirigente sportivo e ex calciatore svizzero
- 3 maggio - Aslanbek Soltanovič Bulacev, politico georgiano
- 3 maggio - Thomas Greiner, ex canottiere tedesco
- 3 maggio - Jeff Hornacek, ex cestista e allenatore di pallacanestro statunitense
- 3 maggio - Edward Kessler, filosofo, teologo e educatore britannico
- 3 maggio - Marco Mendoza, bassista statunitense
- 3 maggio - Licia Navarrini, attrice e comica italiana
- 3 maggio - Agim Ramadani, militare albanese († 1999)
- 4 maggio - Rocco De Marco, allenatore di calcio e ex calciatore italiano
- 4 maggio - Paul Hewitt, allenatore di pallacanestro giamaicano
- 4 maggio - Tulio Quinteros, ex calciatore ecuadoriano
- 4 maggio - Gerald Robinson, ex giocatore di football americano statunitense
- 4 maggio - Nicola Sanna, politico e agronomo italiano
- 4 maggio - Igor' Tichomirov, ex schermidore canadese
- 4 maggio - Marc Wilmore, sceneggiatore, autore televisivo e attore statunitense († 2021)
- 5 maggio - Silvano Barco, ex fondista italiano
- 5 maggio - Dan Berglund, contrabbassista svedese
- 5 maggio - Agustín Castillo, allenatore di calcio e ex calciatore peruviano
- 5 maggio - James LaBrie, cantante canadese
- 5 maggio - Lai Runming, ex sollevatore cinese
- 5 maggio - Duke McKenzie, ex pugile britannico
- 5 maggio - Silvio Mirarchi, militare italiano († 2016)
- 5 maggio - Jeffrey Marc Monforton, vescovo cattolico statunitense
- 5 maggio - Renato Raimo, attore italiano
- 5 maggio - Scott Westerfeld, scrittore statunitense
- 6 maggio - Geert Deferm, allenatore di calcio e ex calciatore belga
- 6 maggio - Alessandra Ferri, ballerina italiana
- 6 maggio - Scott Frankel, compositore, direttore d'orchestra e pianista statunitense
- 6 maggio - Marisa Interligi, cantante e attrice teatrale italiana
- 6 maggio - Riccardo Zecchina, fisico italiano
- 7 maggio - Sergio Battistini, allenatore di calcio e ex calciatore italiano
- 7 maggio - Esteve Fradera, ex calciatore spagnolo
- 7 maggio - Johnny Lee Middleton, bassista statunitense
- 7 maggio - Federico Muñoz, ex ciclista su strada colombiano
- 7 maggio - Muhammad al-Ya'qubi, giurista siriano
- 7 maggio - Darıga Nazarbaeva, politica kazaka
- 8 maggio - Stefano Maria Bianchi, giornalista e regista italiano
- 8 maggio - Michel Gondry, regista, sceneggiatore e produttore cinematografico francese
- 8 maggio - Ğalymjan Jaqiyanov, politico e imprenditore kazako
- 8 maggio - Jan de Jonge, allenatore di calcio, dirigente sportivo e ex calciatore olandese
- 8 maggio - Aljaksandr Kavalenka, ex triplista sovietico
- 8 maggio - Henry Lesser, allenatore di calcio e ex calciatore tedesco orientale
- 8 maggio - Florence Parly, funzionaria, politica e dirigente d'azienda francese
- 8 maggio - Giorgio Perreca, kickboxer italiano
- 8 maggio - Soulivong Savang, politico laotiano
- 8 maggio - Shigeo Sawairi, ex calciatore giapponese
- 9 maggio - Joe Cirella, allenatore di hockey su ghiaccio e ex hockeista su ghiaccio canadese
- 9 maggio - Casilda Clemente, ex cestista dominicana
- 9 maggio - Gary Daniels, attore e artista marziale britannico
- 9 maggio - Roberto Elvira, allenatore di calcio e ex calciatore spagnolo
- 9 maggio - Michael Lindsay, doppiatore statunitense († 2019)
- 9 maggio - Claudio Pacifico, attore e stuntman italiano
- 9 maggio - Audrey Schulman, scrittrice canadese
- 9 maggio - Susanne Schuster, ex nuotatrice tedesca occidentale
- 10 maggio - Bether Achieng Akuno, ex cestista keniota
- 10 maggio - Mark Finlay, ex rugbista a 15 neozelandese
- 10 maggio - Masashi Fujimoto, attore, cantante e musicista giapponese
- 10 maggio - Stefan Höck, ex biatleta tedesco occidentale
- 10 maggio - Rich Moore, regista e produttore cinematografico statunitense
- 10 maggio - Lisa Nowak, ex astronauta statunitense
- 10 maggio - Suzan-Lori Parks, drammaturga, sceneggiatrice e scrittrice statunitense
- 10 maggio - Tea Ranno, scrittrice italiana
- 10 maggio - Melba Ruffo, attrice, ex modella e conduttrice televisiva dominicana
- 10 maggio - Hiroo Shima, ex saltatore con gli sci giapponese
- 10 maggio - Ziad Tlemçani, ex calciatore tunisino
- 10 maggio - Oksana Puškina, giornalista e politica russa
- 11 maggio - Besnik Bilali, ex calciatore albanese
- 11 maggio - Mark Breland, ex pugile e attore statunitense
- 11 maggio - Giulio Cadeo, allenatore di pallacanestro italiano
- 11 maggio - Roark Critchlow, attore canadese
- 11 maggio - Francesco Giro, politico italiano
- 11 maggio - Mohammad Yousef Kargar, allenatore di calcio e ex calciatore afghano
- 11 maggio - Filippo Montesi, militare italiano († 1983)
- 11 maggio - Natasha Richardson, attrice britannica († 2009)
- 11 maggio - Sangay Choden Wangchuck, regina bhutanese
- 11 maggio - Nina Stemme, soprano svedese
- 12 maggio - Tonj Acquaviva, compositore, cantautore e arrangiatore italiano († 2024)
- 12 maggio - Roberto Argüello, ex tennista argentino
- 12 maggio - Augusto Chamorro, ex calciatore paraguaiano
- 12 maggio - Panagiōtīs Fasoulas, ex cestista e politico greco
- 12 maggio - Daniele Fossati, cantautore italiano
- 12 maggio - Martin Hanselmann, ex giocatore di football americano e allenatore di football americano tedesco
- 12 maggio - Gavin Hood, regista, sceneggiatore e attore sudafricano
- 12 maggio - Stefano Modena, ex pilota automobilistico italiano
- 12 maggio - Christiane Pielke, ex nuotatrice tedesca occidentale
- 12 maggio - Michael Raedecker, artista olandese
- 12 maggio - Camilla Sgambato, politica italiana
- 12 maggio - Graciela Stéfani, attrice argentina
- 12 maggio - Suh Wook, generale sudcoreano
- 12 maggio - Beatriz Valdés, attrice cubana
- 12 maggio - Jory Vinikour, clavicembalista statunitense
- 12 maggio - John Wells, allenatore di rugby a 15 e ex rugbista a 15 inglese
- 12 maggio - Peter Bryan Wells, arcivescovo cattolico e diplomatico statunitense
- 12 maggio - Vanessa A. Williams, attrice statunitense
- 13 maggio - Paola Antonelli, designer e architetta italiana
- 13 maggio - Cong Xuedi, ex cestista e allenatrice di pallacanestro cinese
- 13 maggio - Hakima El Haite, politica marocchina
- 13 maggio - Andrea Leadsom, politica britannica
- 13 maggio - Silvia Marciandi, ex sciatrice freestyle italiana
- 13 maggio - Wally Masur, allenatore di tennis e ex tennista australiano
- 13 maggio - Christian Perez, ex calciatore francese
- 13 maggio - Zsuzsanna Sándor, ex cestista rumena
- 13 maggio - Reinaldo Azambuja, politico brasiliano
- 13 maggio - Zhang Xuelei, cestista e allenatore di pallacanestro cinese († 2024)
- 14 maggio - Marta Cartabia, giurista italiana
- 14 maggio - Jo Chiarello, cantante italiana
- 14 maggio - Marianne Denicourt, attrice francese
- 14 maggio - Paul Easter, ex nuotatore britannico
- 14 maggio - Roger Houngbédji, arcivescovo cattolico beninese
- 14 maggio - Giuseppe Masia, comico, cabarettista e cantante italiano
- 14 maggio - Ignace Murwanashyaka, militare ruandese († 2019)
- 14 maggio - Santiago Ochipinti, ex cestista e allenatore di pallacanestro paraguaiano
- 14 maggio - Andrea Orcel, banchiere italiano
- 14 maggio - Igor' Savočkin, attore russo († 2021)
- 15 maggio - Brenda Bakke, attrice statunitense
- 15 maggio - Jonas Dembélé, vescovo cattolico maliano
- 15 maggio - Bernd Felbinger, ex sciatore alpino tedesco
- 15 maggio - Karin Giegerich, attrice e doppiatrice tedesca
- 15 maggio - Jamie Harris, attore britannico
- 15 maggio - Grant Heslov, attore, regista e sceneggiatore statunitense
- 15 maggio - Romuald Mainka, scacchista tedesco
- 15 maggio - Guglielmo Signora, scrittore, fumettista e illustratore italiano
- 15 maggio - Mika Vainio, musicista finlandese († 2017)
- 15 maggio - Pilar Vásquez, ex tennista peruviana
- 16 maggio - Naçer Bouiche, ex calciatore algerino
- 16 maggio - Rich Gaspari, ex culturista e imprenditore statunitense
- 16 maggio - Lucio Laganà, ex cestista italiano
- 16 maggio - Marina Massironi, attrice, cabarettista e doppiatrice italiana
- 16 maggio - Margrit Rieben, musicista svizzera
- 16 maggio - Tiziano Scarpa, romanziere, drammaturgo e poeta italiano
- 16 maggio - Muxtar Äblyazov, imprenditore e politico kazako
- 17 maggio - Luca Cadalora, pilota motociclistico italiano
- 17 maggio - Oscar De Pellegrin, arciere, tiratore a segno e politico italiano
- 17 maggio - Dawn Dunlap, attrice statunitense
- 17 maggio - Bengt Gustafsson, ex pallavolista e ex giocatore di beach volley svedese
- 17 maggio - Kim Yeong-hui, cestista sudcoreana († 2023)
- 17 maggio - Takashi Kobayashi, ex lottatore giapponese
- 17 maggio - Jon Koncak, ex cestista statunitense
- 17 maggio - Jorge Lozano, ex tennista messicano
- 17 maggio - Page McConnell, tastierista statunitense
- 17 maggio - Buzz Peterson, dirigente sportivo, allenatore di pallacanestro e ex cestista statunitense
- 17 maggio - Toninho Carlos, ex calciatore brasiliano
- 17 maggio - Maurizio Zanini, direttore d'orchestra e pianista italiano
- 18 maggio - Gary Albright, wrestler statunitense († 2000)
- 18 maggio - Tim Cofield, ex giocatore di football americano statunitense
- 18 maggio - Lars Espejord, ex calciatore norvegese
- 18 maggio - Mari Iijima, cantautrice, doppiatrice e attrice giapponese
- 18 maggio - Pippo Pollina, cantautore italiano
- 18 maggio - Dávid Bartimej Tencer, vescovo cattolico slovacco
- 18 maggio - Sam Vincent, ex cestista e allenatore di pallacanestro statunitense
- 19 maggio - Reema Abdo, ex nuotatrice canadese
- 19 maggio - Andrea Amati, compositore, arrangiatore e editore italiano
- 19 maggio - Nicodème Anani Barrigah-Benissan, arcivescovo cattolico togolese († 2024)
- 19 maggio - Michele Di Tolve, vescovo cattolico italiano
- 19 maggio - Filippo Galli, allenatore di calcio, dirigente sportivo e ex calciatore italiano
- 19 maggio - Kevin Kenner, pianista statunitense
- 19 maggio - Pilín León, modella venezuelana
- 19 maggio - Rune Pedersen, ex arbitro di calcio norvegese
- 19 maggio - Heinz Weixelbraun, attore austriaco
- 19 maggio - Günter M. Ziegler, matematico tedesco
- 20 maggio - Alessandro De Santis, ex pugile italiano
- 20 maggio - Tito Giliberto, giornalista e scrittore italiano
- 20 maggio - Marco van der Hulst, ex ciclista su strada e pistard olandese
- 20 maggio - Paolo Nori, scrittore, traduttore e blogger italiano
- 20 maggio - Bob Ormsby, ex sciatore alpino statunitense
- 20 maggio - Gianfranco Pannone, regista italiano
- 20 maggio - Oscar Domingo Sarlinga, vescovo cattolico argentino
- 20 maggio - Gintautas Umaras, ex pistard lituano
- 20 maggio - Juan Verzeri, allenatore di calcio uruguaiano
- 20 maggio - David Wells, giocatore di baseball statunitense
- 21 maggio - Cha Sang-kwang, ex calciatore sudcoreano
- 21 maggio - Erica D'Adda, politica italiana
- 21 maggio - Silvana Maja, regista, scrittrice e giornalista italiana († 2019)
- 21 maggio - Torben Piechnik, ex calciatore danese
- 21 maggio - Domenico Pompili, vescovo cattolico italiano
- 21 maggio - Pete Sandoval, batterista salvadoregno
- 21 maggio - Kevin Shields, musicista irlandese
- 21 maggio - Greg Smith, bassista statunitense
- 21 maggio - Elena Vodorezova, ex pattinatrice artistica su ghiaccio sovietica
- 22 maggio - Ghada Amer, artista egiziana
- 22 maggio - Margherita Antonelli, attrice e comica italiana
- 22 maggio - Giovanni Bozzi, allenatore di pallacanestro e dirigente sportivo belga
- 22 maggio - Claude Closky, artista francese
- 22 maggio - Bruno Deschênes, ex schermidore canadese
- 22 maggio - Marc Didou, scultore francese
- 22 maggio - Fernanda Farias De Albuquerque, brasiliana († 2000)
- 22 maggio - Maja Gojković, politica serba
- 22 maggio - Ibrahim Kinuthia, ex maratoneta e ex mezzofondista keniota
- 22 maggio - Chris Lord-Alge, tecnico del suono statunitense
- 22 maggio - Marie-Christine Marghem, avvocato e politica belga
- 22 maggio - Raffaele Panico, giornalista e storico italiano
- 23 maggio - Luciano Bruno, ex pugile italiano
- 23 maggio - Allister Coetzee, ex rugbista a 15 e allenatore di rugby a 15 sudafricano
- 23 maggio - Mike Deodato, disegnatore brasiliano
- 23 maggio - Wilson Gottardo, allenatore di calcio e ex calciatore brasiliano
- 23 maggio - Abdul-Rahim Hamed, ex calciatore iracheno
- 24 maggio - Sùhbaataryn Batbold, politico mongolo
- 24 maggio - Ludovic Batelli, allenatore di calcio e ex calciatore francese
- 24 maggio - Ivan Capelli, ex pilota automobilistico e telecronista sportivo italiano
- 24 maggio - Michael Chabon, scrittore, saggista e fumettista statunitense
- 24 maggio - Joe Dumars, ex cestista e dirigente sportivo statunitense
- 24 maggio - Ken Flach, tennista statunitense († 2018)
- 24 maggio - Narcís Julià, allenatore di calcio e ex calciatore spagnolo
- 24 maggio - Luminița Maringut, ex cestista rumena
- 24 maggio - Massimo Osanna, archeologo e dirigente pubblico italiano
- 24 maggio - Hugo Race, musicista e produttore discografico australiano
- 25 maggio - Erik de Bruin, ex discobolo e pesista olandese
- 25 maggio - Iñaki Gastón, ex ciclista su strada spagnolo
- 25 maggio - George Hickenlooper, regista, sceneggiatore e produttore cinematografico statunitense († 2010)
- 25 maggio - Mike Myers, attore, comico e sceneggiatore canadese
- 25 maggio - Ludovic Orban, politico e ingegnere rumeno
- 25 maggio - José Enrique Peña, ex calciatore uruguaiano
- 25 maggio - Michael Redmond, giocatore di go statunitense
- 25 maggio - Steve Russell, politico e militare statunitense
- 26 maggio - Simon Armitage, scrittore, poeta e saggista britannico
- 26 maggio - Brigitte Benon, ex schermitrice francese
- 26 maggio - Anne Consigny, attrice francese
- 26 maggio - Kristin De Troyer, teologo e scrittore belga
- 26 maggio - Merethe Lindstrøm, scrittrice e musicista norvegese
- 26 maggio - Marcus Nispel, regista e produttore cinematografico tedesco
- 26 maggio - Paolo Peluffo, giornalista e scrittore italiano
- 26 maggio - Musetta Vander, attrice sudafricana
- 27 maggio - Luca Antonini, giurista italiano
- 27 maggio - Mauro Caporiccio, sceneggiatore italiano
- 27 maggio - Laura Dean, attrice e doppiatrice statunitense
- 27 maggio - Stuart Gray, ex cestista statunitense
- 27 maggio - Jan Hedengaard, pallavolista svedese
- 27 maggio - Spoonie Gee, rapper e compositore statunitense
- 27 maggio - Claudio Lombardo, ex calciatore italiano
- 27 maggio - Vittorio Matteucci, cantante e attore teatrale italiano
- 27 maggio - Mary McGuckian, regista, sceneggiatrice e produttrice cinematografica britannica
- 27 maggio - Anthony Muheria, arcivescovo cattolico keniota
- 27 maggio - Shantanu Narayen, dirigente d'azienda indiano
- 27 maggio - Ivar Morten Normark, allenatore di calcio e ex calciatore norvegese
- 27 maggio - Eric van Rossum, ex calciatore olandese
- 27 maggio - Eduardas Rozentalis, scacchista lituano
- 27 maggio - Gonzalo Rubalcaba, pianista, percussionista e compositore cubano
- 27 maggio - Maria Walliser, ex sciatrice alpina svizzera
- 28 maggio - Barbarella, attrice pornografica italiana († 2015)
- 28 maggio - Giancarlo Bacciocchi, ex calciatore sammarinese
- 28 maggio - Miguel Ángel Gil Marín, dirigente sportivo, imprenditore e allevatore spagnolo
- 28 maggio - Gavin Harrison, batterista britannico
- 28 maggio - Zemfira Meftahətdinova, ex tiratrice a volo azera
- 28 maggio - Giorgio Oveglia, allenatore di pallamano, ex pallamanista e dirigente sportivo italiano
- 28 maggio - Viktor Pančenko, ex calciatore russo
- 28 maggio - Eugene Robinson, ex giocatore di football americano statunitense
- 28 maggio - Ramón Salazar, attore, sceneggiatore e regista spagnolo
- 28 maggio - Valerie Dore, cantante italiana
- 29 maggio - Samu, ex wrestler statunitense
- 29 maggio - Simona Baldelli, scrittrice italiana
- 29 maggio - Blaze Bayley, cantante britannico
- 29 maggio - Sergi Belbel, drammaturgo spagnolo
- 29 maggio - Débora Bloch, attrice brasiliana
- 29 maggio - Tracey E. Bregman, attrice statunitense
- 29 maggio - Ivano Calcagno, cantautore italiano
- 29 maggio - Ukyō Katayama, ex pilota automobilistico giapponese
- 29 maggio - Claude Marcil, ex schermidore canadese
- 29 maggio - Ugo Rossi, politico italiano
- 29 maggio - Alessandro Schiesaro, latinista e filologo classico italiano
- 29 maggio - Lisa Whelchel, attrice, cantante e scrittrice statunitense
- 30 maggio - Luigi Marco Bassani, storico italiano
- 30 maggio - Charlie Bauerfeind, produttore discografico tedesco
- 30 maggio - Thierry Bolloré, dirigente d'azienda e imprenditore francese
- 30 maggio - Scott Chambliss, scenografo statunitense
- 30 maggio - Enrico Galleschi, ex ciclista su strada italiano
- 30 maggio - Mario Giordano, scrittore e sceneggiatore tedesco
- 30 maggio - Shauna Grant, attrice pornografica statunitense († 1984)
- 30 maggio - Hella Jongerius, designer olandese
- 30 maggio - Roland Le Clerc, ex ciclista su strada francese
- 30 maggio - Élise Lucet, giornalista, conduttrice televisiva e produttrice televisiva francese
- 30 maggio - Vladimir Padrino López, generale e politico venezuelano
- 30 maggio - Helen Sharman, astronauta e chimica britannica
- 30 maggio - Nasrin Sotoudeh, avvocata e attivista iraniana
- 30 maggio - Sylke Tempel, giornalista e scrittrice tedesca († 2017)
- 30 maggio - Steve Tuynman, ex rugbista a 15 e allenatore di rugby a 15 australiano
- 31 maggio - Massimiliano Buzzanca, attore e conduttore televisivo italiano
- 31 maggio - Laudelino Cubino, ex ciclista su strada spagnolo
- 31 maggio - Claudio De Cecco, pilota di rally italiano
- 31 maggio - Hugh Dillon, attore e cantante canadese
- 31 maggio - Viktor Orbán, avvocato e politico ungherese
- 31 maggio - Marco Sartori, politico italiano († 2011)
- 31 maggio - Curtis Warren, criminale inglese